# Złota Drabina

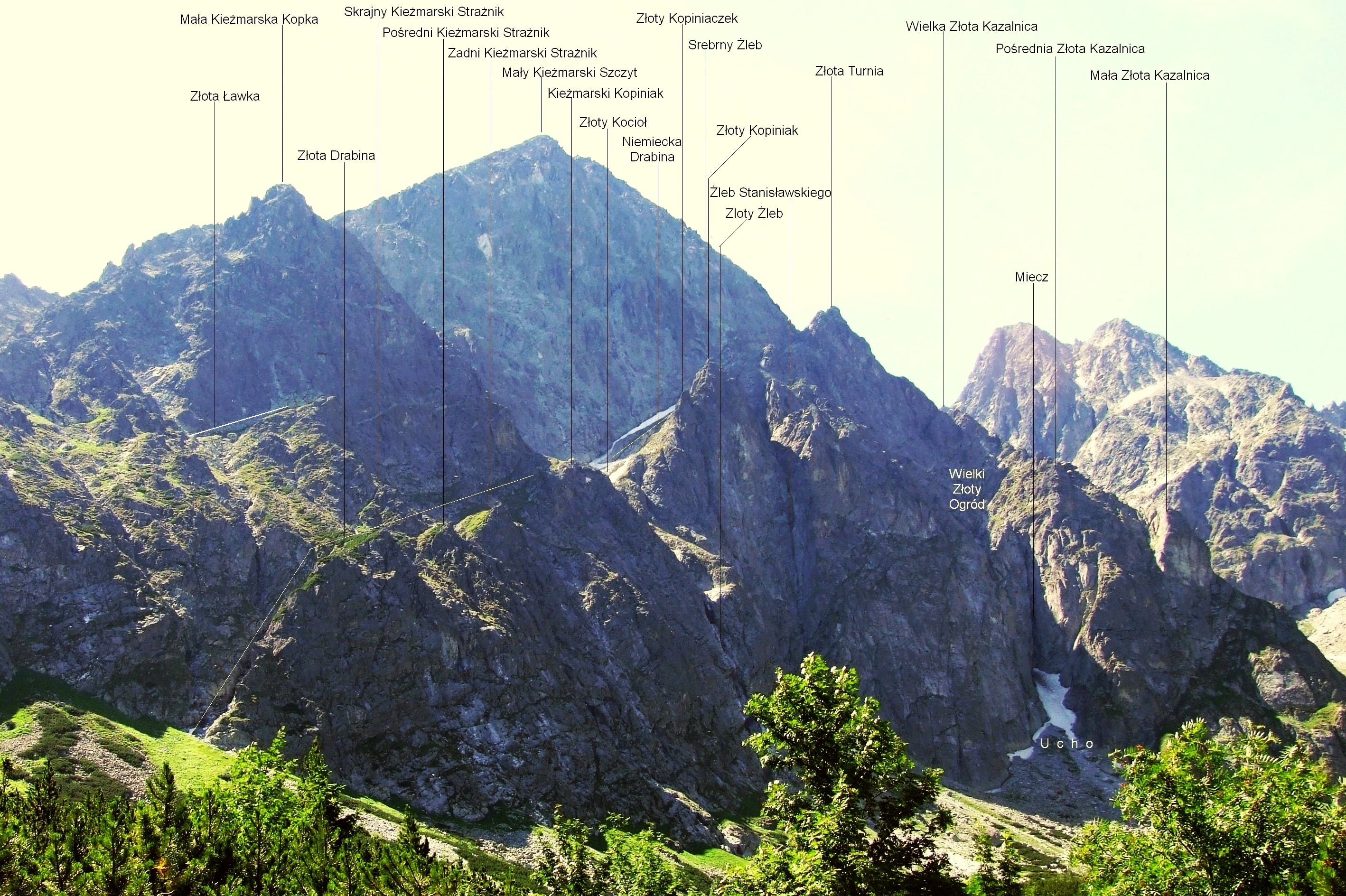

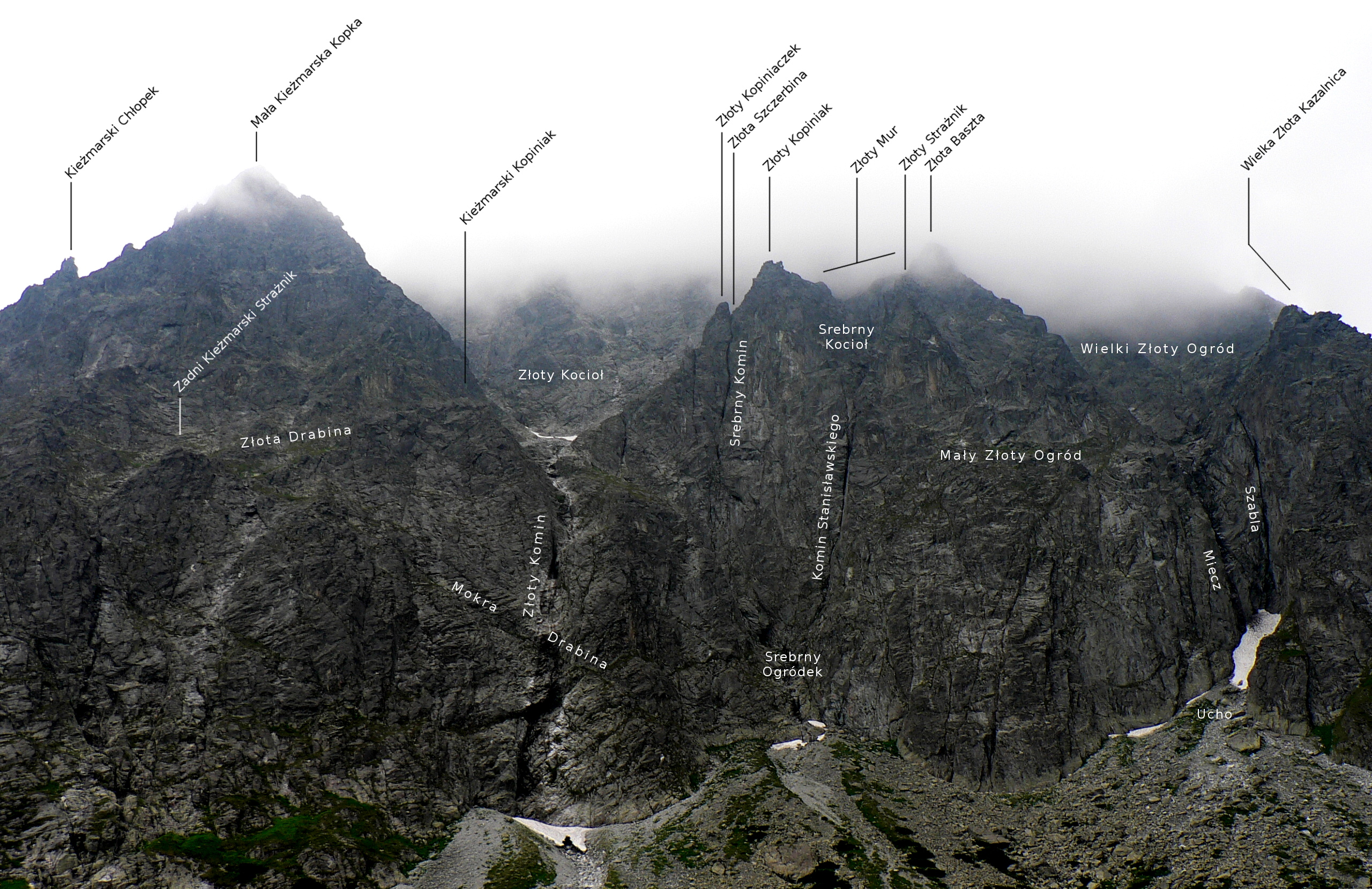

Złota Drabina (niem. Goldene Leiter, słow. Zlatý rebrík, węg. Arany-létra) – skośny zachód i żleb na północnej ścianie Kieżmarskiej Kopy w słowackich Tatrach Wysokich. Wznosi się w stokach opadających od dna Zielonej Doliny Kieżmarskiej i prowadzi w prawo, do Złotego Kotła. Prawe (patrząc od dołu) obramowanie Złotej Drabiny tworzą: Skrajny Kieżmarski Strażnik, Pośredni Kieżmarski Strażnik, Zadni Kieżmarski Strażnik i Kieżmarski Kopiniak. Pomiędzy tymi turniami a ścianą Kieżmarskiej Kopy wyróżniają się cztery przełączki. W kolejności od lewej do prawej strony (patrząc od dołu) są to: Skrajny Złoty Przechód, Pośredni Złoty Przechód, Zadni Złoty Przechód i Niżnie Kieżmarskie Wrótka.
„Złote” nazewnictwo w tym rejonie związane jest z poszukiwaniem złota. Znana z poszukiwań kruszcu w XVIII wieku była m.in. pochodząca z Kieżmarku rodzina szewców Fabri (Fabry). Złota nie znaleźli, ale odkryli rudę miedzi, którą następnie wydobywali.  Złota Drabina jest używana przez taterników jako jedno z łatwiejszych przejść. Zaczyna się na piargu u wylotu żlebu spod Złotych Wrótek. Pierwszy odcinek wiodący żlebem jest stromy, drugi wiodący zachodem po południowej stronie Kieżmarskich Strażników jest trawiasto-piarżysty i mało stromy.
Przedłużeniem Złotej Drabiny (od Złotego Kotła w prawo i skośnie w górę) jest Niemiecka Drabina biegnąca już w stoku Małego Kieżmarskiego Szczytu.
W dolnym piętrze prawej części ściany biegnie natomiast górny odcinek Mokrej Drabiny, zaczynającej się jeszcze po drugiej stronie Złotego Komina. Poniżej Złotej Drabiny w urwiskach ściany tkwią cztery skaliste turnie, stanowiące zewnętrzne obramowanie tego żlebu. Są to kolejno od prawej: Kieżmarski Kopiniak, Zadni Kieżmarski Strażnik, Pośredni Kieżmarski Strażnik i Skrajny Kieżmarski Strażnik. Najwyższy jest pierwszy z nich, najniższy – ostatni. W Złotej Drabinie wyodrębniają się cztery przełączki oddzielające te turnie od górnych partii ściany. Są to Niżnie Kieżmarskie Wrótka (za Kieżmarskim Kopiniakiem) i dalej: Zadni Złoty Przechód, Pośredni Złoty Przechód i Skrajny Złoty Przechód. W górnej części ściany tkwi turniczka nazywana Kieżmarskim Chłopkiem.